# Kyungwoo Chun
Kyungwoo Chun (* 1969 in Seoul, Südkorea) ist ein koreanischer Künstler. Seine Arbeit umfasst Fotoprojekte und Performances, an denen sich das Publikum aktiv beteiligt. Er studierte Fotografie am College of Arts an der Chung-Ang University, Seoul, Korea (bis 1992) und Kommunikationsdesign an der Universität Wuppertal (Diplom 2000). Seit 2007 ist er Professor für Fotografie an der Chung-Ang University in Seoul. Er lebt und arbeitet in Seoul, Korea.

## Werk
Chun erlangte internationale Anerkennung durch Porträts, von denen viele eine charakteristische Unschärfe aufweisen – die Folge langer Belichtungszeiten. So vielfältig die künstlerischen Ansätze auf den ersten Blick erscheinen, so gleichermaßen betrachtet Chun sowohl die Performances als auch die Fotografien als „sichtbare Manifestationen dessen, was nicht sichtbar ist“.
Seit Anfang der 2000er Jahre entstehen parallel zur Fotografie Performance-Arbeiten. Dies sind zeitlich begrenzten Prozesse, die er mit Einzelpersonen oder Gruppen durchführt. Als Autor und Initiator tritt Kyungwoo Chun dabei weitgehend in den Hintergrund. Er schafft einen Rahmen, in dem die Teilnehmer eigenständig nach von ihm vorher festgelegten Regeln agieren können. Sie haben in der Regel die Möglichkeit, etwas Eigenes zurückzulassen. Manchmal ist es ein persönliches Objekt, ein Foto oder nur die Antwort auf eine Frage. In anderen Fällen ist ihre physische Präsenz bereits ausreichend.
Die Sensibilisierung für eine veränderte Zeitwahrnehmung und die Intensivierung des Dialogs mit sich selbst und mit anderen sind wesentliche Aspekte dieser künstlerischen Praxis.

## Einzelausstellungen (Auswahl)
- 2021 Most Beautiful, Bernhard Knaus Fine Art, Frankfurt[1]
- 2018 Unknown, Sungkok Art Museum, Seoul, Korea
- 2018 Face of Face, Bernhard Knaus Fine Art, Frankfurt[2]
- 2016 Kyungwoo Chun – The Most Beautiful, The Weight, MAC-VAL-musée d'art contemporain Val-de-Marne, Vitry-sur-Seine, Frankreich
- 2015 Nine Editors – Bernhard Knaus Fine Art, Frankfurt am Main[3]
- 2013 Interpreters – Gaain Gallery, Seoul, Korea
- 2012 RESPONSE / HALLE OBEN – Kunsthalle Göppingen, Göppingen
- 2010 THOUSANDS, Laznia, Centre for Contemporary Art, Dazing
- 2010 SIMULTAN, Bernhard Knaus Fine Art, Frankfurt[4]
- 2010 BEING A QUEEN, The Museum of Photography, Seoul, Korea
- 2009 BEING A QUEEN, Aarhus Kunstbygning, center for contemporary art, Aarhus, Dänemark
- 2009 THOUSANDS, Total Museum of Contemporary Art, Seoul, Korea
- 2009 New Works, Gaain Gallery, Seoul, Korea
- 2008 BreaThings, Bernhard Knaus Fine Art, Frankfurt[5]
- 2008 THOUSANDS, Fifty One Fine Art Photography, Antwerpen, Belgien
- 2008 SAPPHO:OHPPAS, Kunstverein Ruhr, Essen
- 2007 Last Works, Galería Nuble, FOCONORTE-festival de fotografía y vídeo, Santander, Spanien
- 2007 VERSUS & BELIEVING IS SEEING, Gallery Van Zoetendaal, Amsterdam, Niederlande
- 2007 BELIEVING IS SEEING, Gaain Gallery, Seoul, Korea
- 2006 screen sprit_continued, Städtische Galerie im Buntentor, Bremen
- 2006 In/finite, Galerie Bernhard Knaus, Mannheim
- 2005 100 Questions – Photographs, Video Installation, Stiftung DKM, Duisburg
- 2004 Kyungwoo Chun, The Museum of Photography, Seoul, Korea
- 2003 Kyungwoo Chun „reMEMBERed“, Odense Foto Triennale, Museet for Fotokunst, Brandts Klædefabrik Odense, Dänemark
- 2002 this appearance, Städtische Galerie Delmenhorst
- 2001 Kyungwoo Chun 1998–2001, Sungkok Art Museum, Seoul, Korea
- 2001 Thirty Minutes Dialog, Galleri Image, Aarhus, Dänemark

## Sammlungen (Auswahl)
- Huis Marseille stichting voor fotografie, Amsterdam, Niederlande
- Museum für Kunst und Gewerbe, Hamburg
- Sammlung Alison & Peter W. Klein, Eberdingen-Nussdorf
- The Caldic Collection / Museum Voorlinden, Rotterdam, the Netherlands
- Centro Cultural Andratx-CCA, Spanien
- Kunsthalle Emden, Emden
- Kunsthalle Göppingen, Goeppingen
- Galleri Image, Aarhus, Dänemark
- Daejeon Museum of Art, Daejeon, Korea
- Seoul Museum of Art, Korea
- National Museum of Contemporary Art, Korea
- Laznia-Center for Contemporary Art, Gdansk, Polen
- MAC/VAL – Musée d’Art Contemporain du Val-de-Marne, Vitry-sur-Seine, Frankreich
- CIRCA XX : Colección Pilar Citoler, Madrid, Spanien
- Museum of Fine Arts, Houston, Texas, U.S.A.
- Burger Collection, Zürich, Schweiz
- Gemeentemuseum, The Hague, Niederlande
- Vedder Collection, Zollikon, Schweiz
- Museet for Fotokunst, Brandts Klaedefabrik Odense, Dänemark
- Kunst en Complex Collection, Rotterdam, Niederlande
- Fundación Centro Ordónez, Falcon de FotografÌa, Donostia-San Sebastian, Spanien
- The Museum of Photography, Seoul, Korea
- National Gallery of Canada/Musée des beaux-arts du Canada, Ottawa, Canada

## Preise / Stipendien
- 2008 Stipendium des Art Council Korea, Seoul, Korea
- 2007 Hanmi Photography Award, The Museum of Photography, Seoul, Korea
- 2007 Stipendium, DIVA Austausch-Programm, The Danish Arts Council, Copenhagen, Dänemark
- 2007 Auftragsarbeit und Preis, C Photo Magazine, Ivory Press, London, U.K.
- 2001 und 2005 Stipendium der koreanischen Stiftung für Kultur und Kunst, Seoul, Korea
- 2004 Künstler-Stipendium, Centro Cultural Andratx, Majorca, Spanien
- 2001–2002 Stipendium, verliehen durch die Stadt Delmenhorst, Niedersachsen